# De ooievaar en de vos
De ooievaar en de vos is een volksverhaal uit Indonesië.

## Het verhaal
Mevrouw ooievaar zoekt vis voor haar jongen, de poelen zijn echter bijna uitgedroogd. Als meneer vos hoort dat mevrouw ooievaar de vissen rauw eet, zegt hij dat dat vies is. Hij bakt zelf eerst de vis en mevrouw ooievaar gaat huilend naar huis. Meneer vos eet snel de vissen in de poel op en dit gebeurt enkele dagen lang. Mevrouw ooievaar komt meneer kwartel tegen en vertelt wat er aan de hand is.
Meneer kwartel zegt dat mevrouw ooievaar de volgende keer moet vragen wiens uitwerpselen haren en pluizen bevatten. Als mevrouw ooievaar opnieuw een gesprek aangaat met meneer vos, zegt ze dat ze haai, walvis of krokodil zoekt. Ze eet dit met wat sojasaus en wijn, net als de Japanners. Meneer vos zegt als beschaafde Grieken te eten, maar schrikt als mevrouw ooievaar het geheim over zijn uitwerpselen blijkt te weten.
Mevrouw ooievaar zegt dat ze dit uit een boek heeft geleerd, maar meneer vos komt er toch achter dat meneer kwartel het geheim heeft verteld. Hij zoekt, maar kan meneer kwartel niet vinden. Meneer vos gaat naar meneer uil en hoort dat meneer kwartel in het hoge gras op de heuvel Bukit Punikan woont. De volgende ochtend gaat meneer vos naar de heuvel en bijt meneer kwartel in zijn staart. Meneer kwartel vliegt weg zonder staart, daarom hebben kwartels nooit meer een staart gekregen.

## Achtergronden
- De vos speelt vaak een rol in volksverhalen, zoals in de sprookjes De bruiloft van vrouw Vos, De vos en het paard, De vos en de ganzen, De wolf en de vos, De vos en de kat, De vos en de moeder van zijn petekind, Duimpje de wereld in, De oude Sultan en De wonderlijke speelman. Zie ook De raaf en de vos, kitsune en vossegeest.
- Zie ook De ooievaar en de aap.